# 萧怀忠
萧怀忠（？—1161年），本名好胡，又作石抹怀忠，金朝将领，契丹人。
完颜亮时，为西北路招讨使。贞元元年（1153年）十二月，奉命北巡。贞元二年（1154年）正月，尚书右丞相萧裕计划叛金，立辽朝后裔，遣使相约，他抓住使者，上告举奏，使叛事夭折，萧裕等人被诛。二月，因功进为枢密副使，赐名怀忠。正隆元年（1156年），为西北路招讨使，西京大同府留守，封王。后来改任南京开封府留守。正隆六年（1161年），再任西京留守、西南面兵马都统。五月，奉命与枢密使仆散思恭等将兵一万镇压契丹人撒八起义，无功。因为他是契丹人，被疑为同族相怜，或参与萧裕谋反事。八月，被处斩军中，并族灭其家。大定三年（1163年）金世宗下诏追复官爵。